# Azat
Azat – wieś w Armenii, w prowincji Gegharkunik. W 2011 roku liczyła 101 mieszkańców.